# Sodalitium Pianum
Das Sodalitium Pianum, dt. „pianische Sodalität“, frz. auch als La Sapinière („Tannenwald“, wegen der lautmalerischen Ähnlichkeit) bezeichnet, war eine von 1909 bis 1921 bestehende anti-modernistische Priestervereinigung. 
Gründer und Leiter der Gruppe war der römische Priester Msgr. Umberto Benigni, ein Kirchenhistoriker und leitender Mitarbeiter der Kurie. Das Netzwerk hatte rund 50 Mitglieder in Italien und Frankreich; in Deutschland gehörten ihr nur zwei Kapläne an. Benannt nach Papst Pius V., machte sich die Sodalität zur  Aufgabe, Theologen und Priester, die des Modernismus verdächtig waren, zu beobachten und ggf. bei Behörden der römischen Kurie anzuzeigen. 
Papst Pius X. billigte diese Praxis, obwohl er im Übrigen die Rechte der Bischöfe stets zu respektieren suchte. Kardinalstaatssekretär Rafael Merry del Val stand den Aktivitäten weit skeptischer gegenüber, als lange Zeit vermutet. Die antimodernistischen Maßnahmen, Symptom der defensiven Haltung der katholischen Kirche vor Ausbruch des Ersten Weltkriegs, wurde ab 1914 von Papst Benedikt XV. unterbunden. Die Vereinigung wurde 1921 auch formell aufgelöst.

## Einzelnachweis
1. ↑  Émile Poulat: Intégrisme et catholicisme intégral. Un réseau secret international antimoderniste: La „Sapinière“ (1909–1921). Casterman, Tournai 1969.